# Glycine tomentella
Glycine tomentella är en ärtväxtart som beskrevs av Bunzo Hayata. Glycine tomentella ingår i släktet sojabönor, och familjen ärtväxter. Inga underarter finns listade i Catalogue of Life.